# Нестор Пістор
Нестор Пістор (англ. Nestor Pistor) — сценічне ім'я Дона Аста (англ. Don Ast), канадського коміка румунського походження що грає в образі українського іммігранта з сильним акцентом.
Нестора тричі номінували на премію Juno за комедійні альбоми та один раз номінували як найперспективнішого вокаліста на Juno Awards 1977.

## Життєпис
Нестор почав кар'єру виступами в 1970-х роках на комедійному каналі в Західній Канаді, випустив два альбоми Live (1974) та Here We Go Again (1975). Увагу країни привернув у 1976 році своїм третім альбомом Winestoned Plowboy, у якому відхилився від звичайного стендап-комедійного жанру та натомість виконав кантрі-пісні. Його заголовний трек, пародія на пісню Глена Кемпбелла «Rhinestone Cowboy», став хітом у чартах кантрі-музики RPM, досягнувши 16 місця на тижні з 12 лютого 1977 року. Альбом, сертифікований як золотий у лютому 1977 року, привів Пістора до номінації на премію Juno як найперспективнішого вокаліста; до березня 1977 року обидва його попередні альбоми також потрапили в чарт RPM 100 Albums. До 1980 року він випустив ще кілька альбомів, отримавши всього три номінації на премію Juno як комедійний альбом року в 1979 і 1980 роках.
У 1980-х роках втратив популярність, наразі час від часу виступає з концертами. У 2019 році відсвяткував 50-річчя творчої діяльності, виступивши в Британській Колумбії та Альберті.

## Дискографія
- Nestor Pistor Live At World Championship Snowgolf, Prince George BC (1974) (#78[9])
- Here We Go Again — Nestor Pistor #2 (1975) (#84[10])
- Winestoned Plowboy (1977)
- Nestor Pistor for Prime Minister (1978)
- Almost Alive (1978)
- It's a Heartburn (1980)
- Beer Commercials Drive Me…Nuts [On Radio & TV] (1980)
- Plugged In (1997)